# Düppel-Denkmal

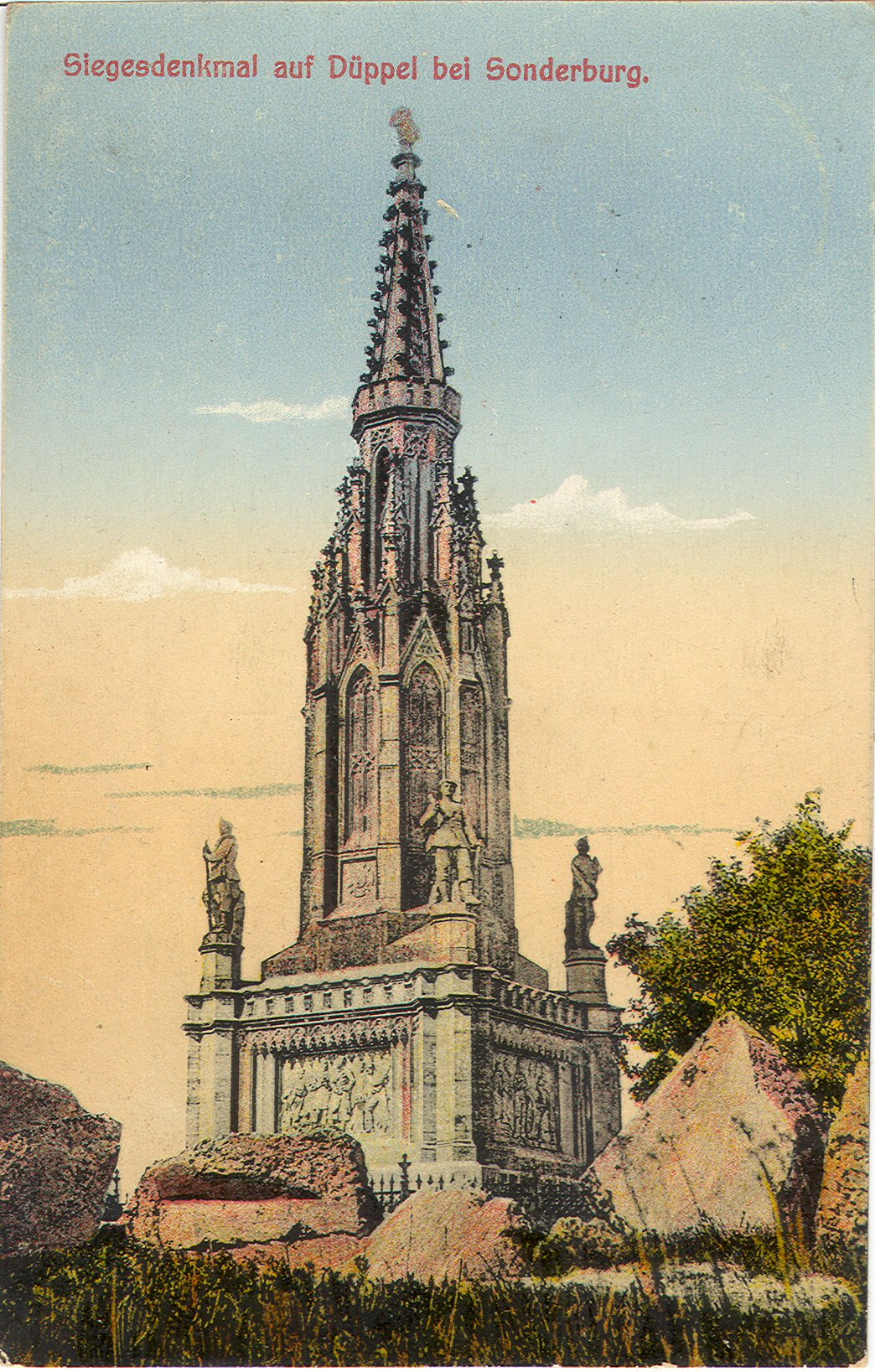
Siegesdenkmal von 1864 auf einer Ansichtskarte (1915)

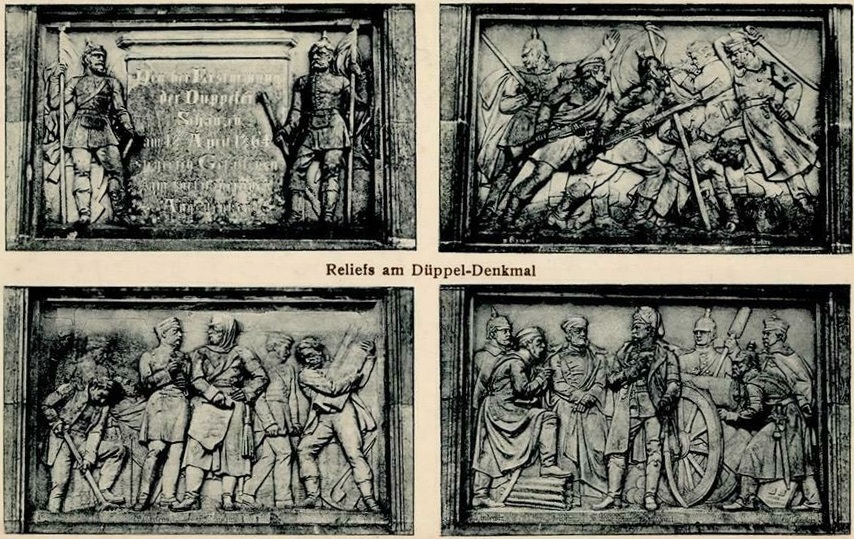
Die vier Reliefs

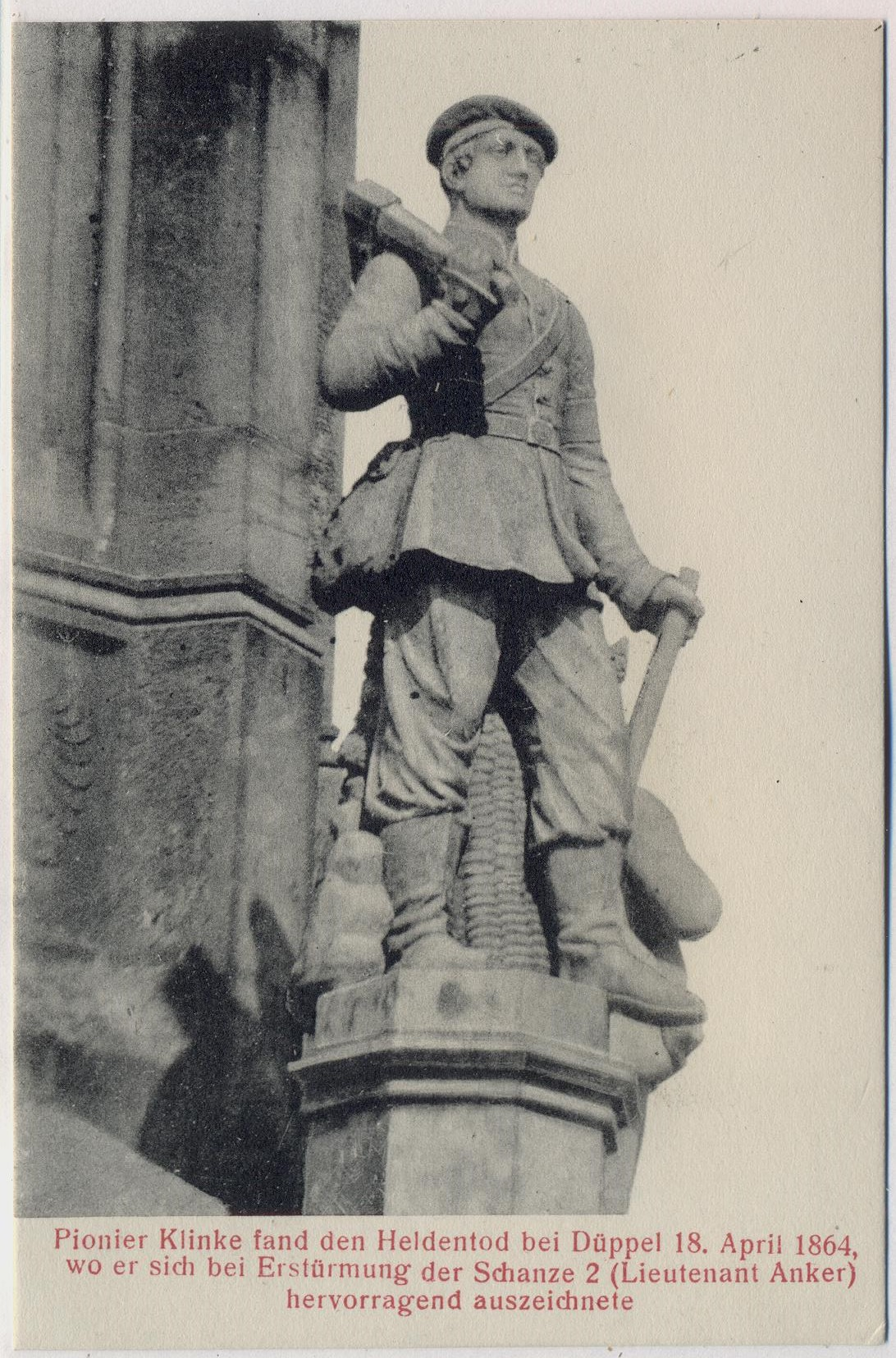
Pionier Klinke

Das Düppel-Denkmal war ein 22 Meter hohes preußisches Sandsteindenkmal, das 1872 auf dem Fundament der Schanze 2 der Düppeler Schanzen errichtet wurde und zusammen mit dem Arnkiel-Denkmal an die preußischen Truppen und ihren Sieg im Deutsch-Dänischen Krieg erinnerte.

## Planung
1864 nach dem Deutsch-Dänischen Krieg regte Kaiser Wilhelm I. eine Denkmalsetzungen auf dem Schlachtfeld, wie auch in Berlin an. Mit der Durchführung aller Projekte wurde der Hofbaurat Heinrich Strack beauftragt. Dafür wurden 1867 Gelder in Höhe von 330.000 Thaler bewilligt. Für das Düppel-Denkmal und das Arnkiel-Denkmal waren nach etwa zwei Jahren Bauzeit 38.652 bzw. 33.300 Thaler angefallen. Für die Siegessäule in Berlin blieben somit nur noch 258.000 Thaler übrig.

## Entstehung
Einem königlichen Erlass vom 18. Dezember 1864 folgend, wurde am 21. April 1865 im Beisein zahlreicher Ehrengäste feierlich der Grundstein für das Siegesdenkmal bei Düppel gelegt. Den Entwurf zum Denkmal erstellte der Berliner Oberbaurat Heinrich Strack. Der Deutsche Krieg verzögerte den Baubeginn bis ins Jahr 1868. Nach der deutschen Reichsgründung wurde das 20 m hohe Denkmal im August 1871 in der Form einer gotischen Fiale vollendet. An der Spitze des aus Granit und Obernkirchener Sandstein geschaffenen Denkmals war ein Reliefmedaillon von Wilhelm I. zu sehen. Die feierliche Enthüllung des Siegesdenkmals wurde am 30. September 1872 vom preußischen Regierungskommissar vollzogen. Ein zweites, ganz ähnliches Siegesdenkmal entstand bei Arnkiel auf Alsen, das sogenannte Arnkiel-Denkmal.

## Beschreibung
Die Eckfiguren des Sockels stellen zwei Infanteristen im Sturmanzug, einen Pionier (Carl Klinke) und einen Artilleristen dar. Zwischen den Figuren befindet sich jeweils ein Relief:
1. Kriegsrat mit Prinz Friedrich Karl, Friedrich von Wrangel und dem Artilleriegeneral Gustav Eduard von Hindersin
2. Ingenieurobrist Mertens, der mit Pionieren einen Laufgraben ausschachtet
3. Gruppe Stürmender mit Feldwebel Probst, der unter der Fahne fällt
4. Relief mit der Inschrift: „Den bei der Erstürmung der Düppler Schanzen am 18. April 1864 siegreich Gefallenen zum fortdauernden Andenken“

## Verbleib
Seit der Abtretung Nordschleswigs im Jahr 1920 lag das Denkmal in Dänemark. Im Mai 1945, acht Tage nach Ende des Zweiten Weltkriegs und der deutschen Besatzung Dänemarks, sprengten Dänen das Denkmal. Im Juni 1945 folgte das Arnkiel-Denkmal. Die Trümmer der Denkmäler wurden in eine nahegelegene Mergelgrube geschüttet. Ein Gerichtsbeschluss untersagte den damaligen und zukünftigen Besitzern der Grube, die Trümmer jemals wieder auszugraben. Erhalten blieb ein Sockelrelief, das im Museum Schloss Sonderburg ausgestellt ist.

## Deutsch-dänisches Versöhnungsdenkmal
Der dänische Bildhauer Kenn André Stilling schlug 2011 vor, an der Stelle ein Versöhnungsdenkmal zu errichten. Im gleichen Jahr lief die Diskussion über die Aufstellung des Idstedt-Löwen, zu deren Aufstellung es ja auch kam. Dazu sollte der deutsche Bildhauer Anselm Kiefer bis zum Jubiläumsjahr 2014 eine Skulptur in der Form eines versöhnlichen deutsch-dänischen Händedrucks schaffen. Doch eine Lawine von Leserbriefen an die dänischen Tageszeitungen Jydske Vestkysten und Jyllands-Posten zeigte den Initiatoren bald, wie aussichtslos dieser Vorschlag war: 

„Düppel symbolisiert nicht nur eine dänische Niederlage, sondern auch einen dänischen Willen, dänisches Recht zu verteidigen, das Recht auf Schleswig“

 Nach dem Vorsitzenden des Grenzvereins in Sonderburg, Christian Kronika, bedarf es keiner Versöhnung in Düppel. Man wolle Düppel vielmehr als rein dänisches Gedenken an die Schlacht bewahren.